# Wolfsruh

Dorfkirche Wolfsruh

Wolfsruh ist ein Dorf im nördlichen Brandenburg. In ihm leben 152 Einwohner (Stand: 9. Januar 2022). Seit dem 27. September 1998 ist die ehemals selbständige Gemeinde Ortsteil der Gemeinde Großwoltersdorf.

## Geschichte
Das im Zuge der deutschen Ostsiedlung im 12./13. Jahrhundert angelegte Dorf Königstädt fiel im ausgehenden Mittelalter wüst; 1525 ist es als wüste Feldmark belegt. 1574 bewirtschafteten der Krüger und vier Bauern von Diersberg einige Plätze auf der Feldmark bzw. elf Bauern und ein Kossäte je eine Wiese. Der Ort bzw. die Feldmark gehörte zur Hälfte zum Hausbesitz der Grafen von Lindow-Ruppin. Sie ging 1525 an das Amt Alt Ruppin über. Ein Viertel der Feldmark gehörte den von der Gröben auf Meseberg, die ihren Teil 1580 an das Amt Alt Ruppin verkauften. Ein Viertel der Feldmark gehörte der Familie von Zernikow, die ihren Anteil 1712 an das Amt Alt Ruppin verkauften. Bis 1723 hatte das Heiliggeist-Hospital die Abgaben von zwei Hufen aus dem Dorf bzw. der Feldmark; 1723 fiel dieser Anteil ebenfalls an das Amt Alt Ruppin. 1580 hatte die Feldmark (Holt, Acker und Wiesen) 2094 Morgen 195 Quadratruten. 1598 hatte von Zernikow ein Haus mit drei Gebinden auf seinem Teil der Feldmark errichtet. Im Dreißigjährigen Krieg wurde dieses Haus zerstört, die Feldmark bewaldete sich wieder. 1700 wurden vier Schweizer-Familien auf der Feldmark angesetzt, die das neuzeitliche Dorf begründeten. Am 1. Juni 1951 wurde das Dorf von Königstädt in Wolfsruh umbenannt.
Das Ortsbild wird geprägt von der Dorfkirche, die ab 1929 errichtet wurde. Zwischen 1936 und 1939 wurde durch die Luftwaffe der deutschen Wehrmacht eine Munitionsanstalt errichtet, die Luftmunitionsanstalt Königstädt.
Am 27. September 1998 schlossen sich die Gemeinden Großwoltersdorf, Wolfsruh und Zernikow zur neuen Gemeinde Großwoltersdorf zusammen.

## Bevölkerungsentwicklung
| Jahr | Einwohner |
| ---- | --------- |
| 1766 | 184       |
| 1785 | 174       |
| 1800 | 215       |
| 1817 | 242       |
| 1840 | 257       |
| 1858 | 345       |
| 1875 | 299       |

| Jahr | Einwohner |
| ---- | --------- |
| 1890 | 290       |
| 1925 | 264       |
| 1933 | 253       |
| 1939 | 296       |
| 1946 | 475       |
| 1950 | 390       |
| 1964 | 305       |

| Jahr | Einwohner |
| ---- | --------- |
| 1971 | 306       |
| 1981 | 249       |
| 1985 | 231       |
| 1989 | 241       |
| 1990 | 240       |
| 1991 | 236       |

| Jahr | Einwohner |
| ---- | --------- |
| 1992 | 233       |
| 1993 | 239       |
| 1994 | 233       |
| 1995 | 231       |
| 1996 | 231       |
| 1997 | 216       |

## Belege